# Pietas
Pietas là một trong những đức tính cao quý nhất của người La Mã cổ đại. Đó là đức tính nổi bật của người anh hùng sáng lập Aeneas, người thường được gọi là pius ("sùng đạo") trong suốt sử thi Aeneid của Virgil. Bản chất thiêng liêng của pietas được thể hiện bởi nhân cách hóa thiêng liêng Pietas, một nữ thần thường được hình dung trên đồng tiền La Mã. Từ tương đương trong tiếng Hy Lạp là  eusebeia (εὐσέβεια).(tr864–865)

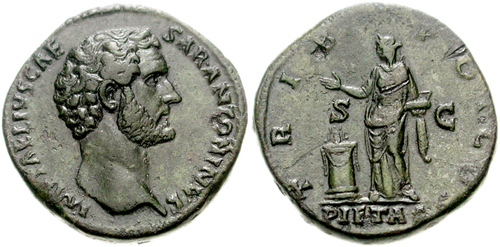
Pietas, là một đức tính của hoàng đế Antoninus Pius, được thể hiện bởi hình ảnh một người phụ nữ đang dâng lễ vật trên mặt sau của đồng sestertius này.

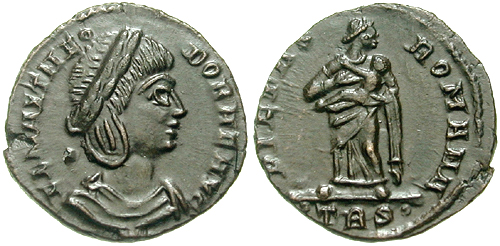
Flavia Maximiana Theodora trên mặt trước, mặt sau là Pietas đang bế đứa trẻ sơ sinh trên ngực.

Cicero định nghĩa pietas là đức tính "khuyến khích chúng ta làm tròn nghĩa vụ của mình đối với đất nước, cha mẹ hoặc những người thân khác." Người sở hữu pietas "thực hiện tất cả các nghĩa vụ của mình đối với thần linh và đồng loại một cách đầy đủ và mọi mặt," như nhà học giả cổ điển thế kỷ 19 Georg Wissowa đã mô tả. Cicero cho rằng mọi người nên có ý thức về danh dự của riêng mình và phải luôn cố gắng nâng cao danh dự của người khác bằng những lời khen ngợi đàng hoàng. Hơn nữa, lời khen, sự ngưỡng mộ và những hành động được tôn vinh phải vượt lên trên tất cả những ham muốn của riêng mình, và hành động và lời nói phải được lựa chọn với sự tôn trọng đối với bạn bè, đồng nghiệp, gia đình hoặc họ hàng. Cicero mô tả thanh niên trong việc theo đuổi danh dự: "Họ khao khát lời khen ngợi đến nhường nào! Họ sẽ không thực hiện những công việc gì để đứng vững giữa các đồng nghiệp của mình! Họ sẽ nhớ đến những người đã thể hiện lòng tốt với họ như thế nào và khao khát đền đáp lại nó như thế nào!"
Việc sử dụng pietas được ghi nhận lần đầu tiên trong tiếng Anh là trong tác phẩm The Alliance of Music, Poetry, and Oratory của Anselm Bayly, được xuất bản năm 1789.

## Là đức hạnh
Pietas erga parentes ( lòng hiếu thảo đối với cha mẹ ) là một trong những khía cạnh quan trọng nhất của việc thể hiện đức hạnh trong văn hóa La Mã. Cognomen Pius ( Người hiếu thảo ) bắt đầu được sử dụng để đánh dấu một người đặc biệt hiếu thảo theo nghĩa này. Việc công bố lòng hiếu thảo cá nhân của một người thông qua hệ thống đặt tên chính thức dường như là một đổi mới của thời kỳ cuối Cộng hòa, khi Quintus Caecilius Metellus Pius tuyên bố cogomen này cho những nỗ lực của ông trong việc đưa cha mình, Numidicus, trở về từ nơi lưu đày.:880 Pietas cũng được mở rộng đến "cha mẹ" theo nghĩa là "tổ tiên" và là một trong những nguyên tắc cơ bản của truyền thống La Mã, được thể hiện qua việc chăm sóc người chết.
Pietas, như một đức tính, tồn tại bên trong một người, trái ngược với một đức tính hoặc món quà như Victoria, được ban tặng bởi các thần. Tuy nhiên, Pietas cho phép một người nhận ra nguồn gốc thiêng liêng của những lợi ích được ban tặng.:878
Người La Mã cổ đại có đức tính pietas không bỏ lại nghĩa vụ tôn giáo của mình ở cửa đền thờ, mà mang theo bên mình ở mọi nơi, tuân theo ý muốn của các vị thần trong các giao dịch kinh doanh và cuộc sống hàng ngày.— Max Pfingsten

Pietas đóng vai trò rất quan trọng trong lĩnh vực quan hệ quốc tế và ngoại giao. Uy tín của một vị tướng phụ thuộc rất nhiều vào ý chí gạt bỏ lợi ích cá nhân và cống hiến hết mình cho một lý tưởng, tránh mọi hành động phản trắc. Sự nhấn mạnh vào uy tín này đã dẫn đến danh tiếng của các vị tướng cá nhân và chính nhà nước La Mã đóng một vai trò thực tế trong các cuộc đàm phán và thảo luận. Cam kết về fides của các vị tướng cần phải nhất quán, thể hiện uy tín thông qua các hành động liên tục và cách tiếp cận ổn định trong quan hệ với các thực thể láng giềng. Việc duy trì sự tôn trọng đối với các hợp đồng hiện có có nghĩa là tôn trọng các lời hứa và lời thề, qua đó củng cố cam kết của Rome đối với hành vi đạo đức và sự tiếp nối của các chiến lược ngoại giao. Cơ hội giải quyết các xung đột là tối thiểu nếu lừa dối trở thành tiêu chuẩn trong các cuộc đàm phán của các vị tướng.

## Hình tượng

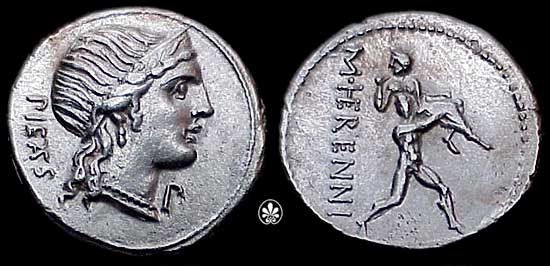
Denarius của Herennius, miêu tả Pietas và một hành động của Pietas.

Pietas được thể hiện trên đồng tiền bởi các đồ vật thờ cúng, nhưng cũng là một người phụ nữ thực hiện việc hiến tế bằng lửa trên bàn thờ.:286 Trong hình ảnh của sự hiến tế, việc rót rượu là hành động cơ bản tượng trưng cho pietas.
Pietas lần đầu tiên được thể hiện trên đồng tiền La Mã trên những đồng denarii do Marcus Herennius phát hành vào năm 108 hoặc 107 trước Công nguyên.:880 Pietas xuất hiện ở mặt trước dưới dạng một nhân cách hóa thần thánh, ở dạng bức tượng bán thân; phẩm chất của pietas được thể hiện bởi một người con đang cõng cha trên lưng; biểu tượng của nó sẽ được lặp lại trong Aeneid của Virgil, với Aeneas cõng cha Anchises của mình ra khỏi thành Troy đang bốc cháy.:880 Pietas là một trong những đức tính thường xuyên xuất hiện trên đồng tiền Hoàng gia, bao gồm cả những đồng tiền được phát hành dưới thời Hadrian.:813
Một trong những biểu tượng của pietas là con cò, được Petronius mô tả là pietaticultrix, "người tu luyện pietas." Con cò đặc biệt đại diện cho lòng hiếu thảo, vì người La Mã tin rằng nó thể hiện lòng trung thành của gia đình bằng cách quay trở lại cùng một tổ mỗi năm và chăm sóc cha mẹ khi về già. Vì vậy, một con cò xuất hiện bên cạnh Pietas trên một đồng tiền được phát hành bởi Metellus Pius (về tên gọi của ông ấy, xem ở trên).

## Là nữ thần

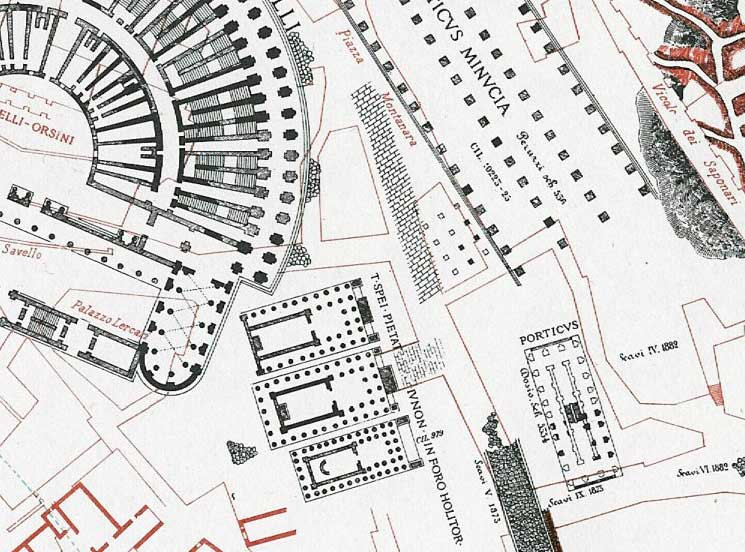
Ngôi đền Pietas cùng với ngôi đền Hy vọng và ngôi đền Juno Sospita ở Forum Olitorium, được vẽ bởi Lanciani

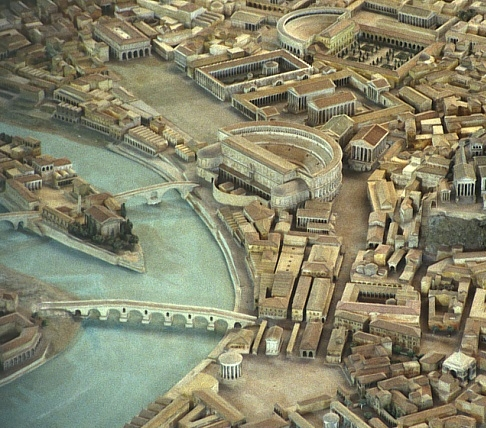
Khu vực Forum Olitorium và Theater of Marcellus trong mô hình thu nhỏ của Rome cổ đại tại Bảo tàng Văn minh La Mã

Pietas là sự hiện diện thần thánh trong cuộc sống hàng ngày, nhắc nhở con người không được xâm phạm vào lãnh địa của các vị thần.:286 Xúc phạm đến pietas đòi hỏi một piaculum, một nghi thức chuộc tội.:286
Ngôi đền Pietas ở Rome được vị chấp chính quan bình dân và người mới Manius Acilius Glabrio thề nguyện trọng thể tại trận Thermopylae vào năm 191 trước Công nguyên, nơi ông đánh bại hoàng đế Antiochus Đại đế trong Chiến tranh La Mã-Seleucid.:741–742:845 Ngôi đền Pietas được hoàn thành bởi con trai của Manius Acilius Glabrio và được xây dựng ở phía tây bắc của chợ rau của Rome (Forum Olitorium) gần Cổng Carmental. Ngôi đền có một bức tượng bằng vàng của Glabrio, bức tượng vàng đầu tiên của một công dân La Mã trong thành phố.
Theo một truyền thuyết kỳ diệu (miraculum), một người phụ nữ nghèo đói đang chết đói trong tù đã được con gái cứu thoát khi con gái cho cô bú sữa mẹ (so sánh với Roman Charity). Bị bắt quả tang, cô con gái không bị trừng phạt, nhưng được ghi nhận vì lòng hiếu thảo của mình. Mẹ và con gái được thả tự do và được hỗ trợ công khai cho phần đời còn lại của họ. Địa điểm này được coi là thiêng liêng đối với nữ thần Pietas (consecratus deae) vì cô đã chọn thể hiện sự hiện diện của mình ở đó.:880 Câu chuyện này là minh chứng cho lòng hiếu thảo của cha mẹ, sự tận tâm đúng đắn mà người ta nên dành cho cha mẹ của mình.:880

### Phụ nữ hoàng tộc được miêu tả làPietas
Pietas thường được miêu tả là nữ thần ở mặt sau của đồng tiền Hoàng gia La Mã, với phụ nữ của hoàng tộc ở mặt trước, như một đức tính phù hợp để gán cho họ. Phụ nữ của hoàng tộc có thể được miêu tả trong nghệ thuật dưới dạng nữ thần.

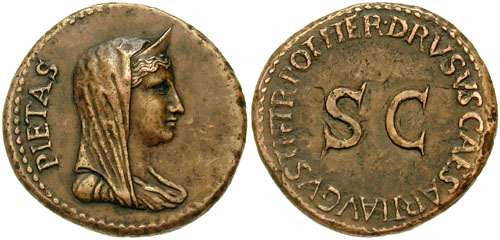
Livia Drusilla là Pietas
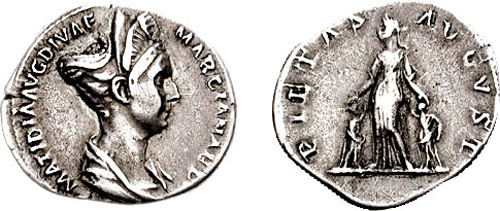
Salonia Matidia

### Trích dẫn
1. ↑  Williams, Jonathan (2007). "Religion and Roman Coins". Trong Rüpke, Jörg (biên tập). A Companion to Roman Religion. Blackwell. tr. 156. doi:10.1002/9780470690970.ch11. ISBN 9781405129435.
2. 1 2 3 4  Belayche, Nicole (2007). "Religious Actors in Daily Life: Practices and Related Beliefs". Trong Rüpke, Jörg (biên tập). A Companion to Roman Religion. Blackwell. tr. 279. doi:10.1002/9780470690970.ch20. ISBN 9781405129435.
3. ↑  Bernstein, Frank (2007). "Complex Rituals: Games and Processions in Republican Rome". Trong Rüpke, Jörg (biên tập). A Companion to Roman Religion. Blackwell. tr. 227. doi:10.1002/9780470690970.ch16. ISBN 9781405129435.
4. 1 2 3 4 5 6 7 8  Fears, J. Rufus (1982). "The Cult of Virtues and Roman Imperial Ideology". Trong Temporini, Hildegard; Haase, Wolfgang (biên tập). Aufstieg und Niedergang der römischen Welt: Geschichte und Kultur Roms im Spiegel der neueren Forschung. Quyển II. Berlin: Walter de Gruyter.
5. ↑  Cicero. De inventione. 2.22.66. pietatem, quae erga patriam aut parentes aut alios sanguine coniunctos officium conservare moneat as quoted by Wagenvoort, Hendrik (1980). Pietas: Selected Studies in Roman Religion. Studies in Greek and Roman Religion. Quyển 1. Brill. tr. 7. ISBN 9004061959.
6. ↑  Wissowa, Georg. Ausführliches Lexikon der griechischen und römischen Mythologie. Quyển supplemental. As quoted by Wagenvoort, Hendrik (1980). Pietas: Selected Studies in Roman Religion. Studies in Greek and Roman Religion. Quyển 1. Brill. tr. 7. ISBN 9004061959.
7. ↑  "pietas". Oxford English Dictionary Online.
8. ↑  Heid, Stefan (2007). "The Romanness of Roman Christianity". Trong Rüpke, Jörg (biên tập). A Companion to Roman Religion. Blackwell. tr. 408. doi:10.1002/9780470690970.ch28. ISBN 9781405129435.
9. 1 2  Pfingsten, Max. "Roman Virtues and Stoicism" (PDF). Asheville, N.C.: Asheville School. Bản gốc (PDF) lưu trữ ngày 15 tháng 5 năm 2019. Truy cập ngày 15 tháng 5 năm 2019.
10. ↑  Scheid, John (2007). "Sacrifices for Gods and Ancestors". Trong Rüpke, Jörg (biên tập). A Companion to Roman Religion. Blackwell. tr. 265. doi:10.1002/9780470690970.ch19. ISBN 9781405129435.
11. 1 2  Fears, J. Rufus (1982). "The Theology of Victory at Rome: Approaches and Problem". Trong Temporini, Hildegard; Haase, Wolfgang (biên tập). Aufstieg und Niedergang der römischen Welt: Geschichte und Kultur Roms im Spiegel der neueren Forschung. Quyển II. Berlin: Walter de Gruyter.
12. ↑  Cicero. De Legibus. 2.22.
13. ↑  Livy. "Perseus and Demetrius". From the Founding of the City. 40.34.4.
14. ↑  "Roman Coins Issued During the Reign of Emperor Hadrian". Dig4Coins.com. Bản gốc lưu trữ ngày 26 tháng 10 năm 2010.